# طریقت‌های صدقه‌گیر

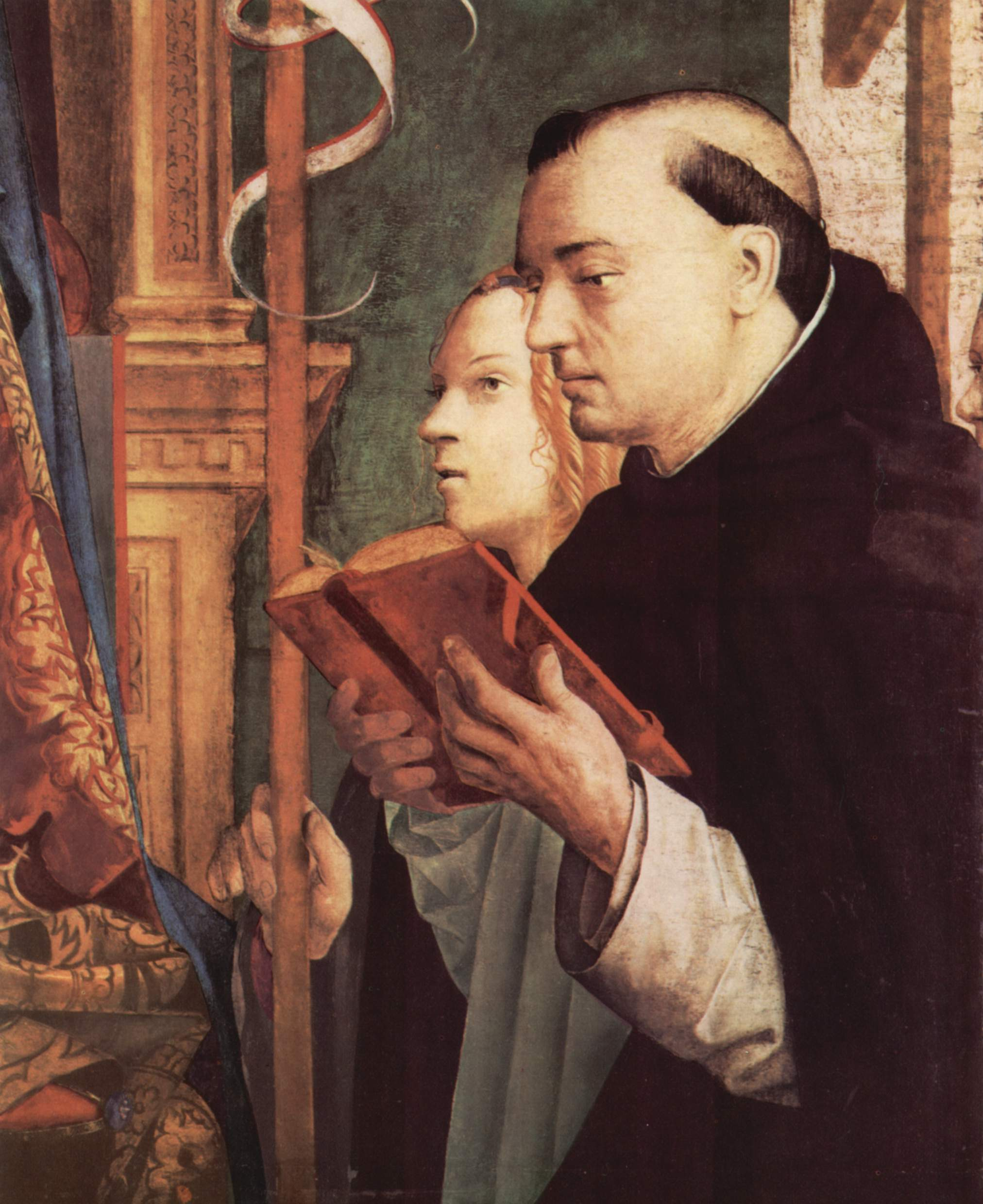
راهب صدقه گیر، طریقت صدقه گیری

در مسیحیت، طریقت‌های صدقه‌گیر آن دسته از طریقت‌های مذهبی هستند که برای گذران زندگی اعضای خود به طور مستقیم وابسته به دریافت صدقه هستند. 
طریقت‌های صدقه‌گیر، چه به صورت فردی و چه به صورت گروهی، ملک و دارایی ندارند، و بر این باورند که از این طریق قادر به زندگی به روش عیسی مسیح هستند و این امکان را پیدا می‌کنند تا تمامی وقت و نیروی خود را وقف امورات دینی کنند.
دو ویژگی اصلی طریقت‌های صدقه‌گیر ادای سوگند فقر توسط اعضا، و اجرای نیایش‌ها و خدمات همگانی در کلیسا است. به دین‌آموزان و روحانیونی که این‌گونه زندگی می‌کنند، راهب صدقه‌گیر گفته می‌شود.